# Kamarád do deště
Kamarád do deště je československý film z roku 1988. V režii Jaroslava Soukupa a kameramana Vladimíra Smutného hráli Sagvan Tofi, Lukáš Vaculík, Karel Augusta a další.

## Obsah díla
Příběh je postaven na podvodech a šmelině. Mladý číšník Michal je okraden při převozu peněz z restaurace; jeho kamarád Tomáš mu půjčí peníze od jednoho veksláka.

## Obsazení
- Sagvan Tofi – Michal
- Lukáš Vaculík – Tomáš
- Karel Augusta – Kadlec
- Beata Andraszewicz – Magda
- Andrej Hryc – Bureš
- Ladislav Potměšil – vedoucí restaurace
- Alena Vránová – umělkyně Vlasta
- Ivan Vyskočil – prof. Václav Syřiště
- Kateřina Brožová – prodavačka
- Ladislav Županič – taxikář
- Ladislav Trojan – Tomášův otec
- Valentina Thielová – Tomášova matka
- Oldřich Vlach – Michalův strýc
- Jiří Langmajer – automechanik Standa
- Zdeněk Ornest – Krüger
- Karol Strasburger – Karel Adamec

## Výroba
Kamaráda do deště začali natáčet v létě roku 1987.

## Přijetí
Film nabourává idealizovanou představu o společnosti prosazovanou komunistickou propagandou; svědčí také o svobodě slova i umělecké tvorby před rokem 1989.